# Liste der Monuments historiques in Saint-Brice-Courcelles
Die Liste der Monuments historiques in Saint-Brice-Courcelles führt die Monuments historiques in der französischen Gemeinde Saint-Brice-Courcelles auf.

## Liste der Immobilien
| Bezeichnung           | Beschreibung                                                              | Standort             | Kennzeichnung | Schutzstatus | Datum | Bild           |
| --------------------- | ------------------------------------------------------------------------- | -------------------- | ------------- | ------------ | ----- | -------------- |
| Château de Courcelles | 1831 erbaut, Architekt Antoine-Martin Garnaud; mit Teilen der Ausstattung | 15 rue Sorbon (Lage) | PA51000003    | Inscrit      | 1999  | weitere Bilder |

## Liste der Objekte
| Bezeichnung    | Beschreibung                                                     | Standort                      | Kennzeichnung | Schutzstatus    | Datum  | Bild |
| -------------- | ---------------------------------------------------------------- | ----------------------------- | ------------- | --------------- | ------ | ---- |
| Kirchenfenster | bezeichnet 1542 und 1543; während des Ersten Weltkriegs zerstört | in der Kirche St-Brice (Lage) | PM51001592    | Classé gelöscht | ? 1942 |      |